# Songs from My Heart....
| Recensione | Giudizio |
| ---------- | -------- |
| AllMusic   | [ 1 ]    |

Songs from My Heart.... è il terzo album discografico della cantante country statunitense Loretta Lynn, pubblicato dalla casa discografica Decca Records nel febbraio 1965.

## Tracce

### LP
Lato A
1. Happy Birthday – 2:03 (Ron Kitson) – Registrato il 14 ottobre 1964 al Columbia Recording Studio di Nashville, Tennessee
2. When Lonely Hits Your Heart – 2:38 (Loretta Lynn) – Registrato il 14 ottobre 1964 al Columbia Recording Studio di Nashville, Tennessee
3. You've Made Me What I Am – 2:45 (Oliver Doolittle) – Registrato il 26 febbraio 1964 al Columbia Recording Studio di Nashville, Tennessee
4. Once a Day – 2:20 (Bill Anderson) – Registrato il 13 ottobre 1964 al Columbia Recording Studio di Nashville, Tennessee
5. You're the Only Good Thing (That's Happened to Me) – 2:34 (Jack Toomes) – Registrato il 13 ottobre 1964 al Columbia Recording Studio di Nashville, Tennessee
6. It Just Looks That Way – 2:08 (Loretta Lynn) – Registrato il 15 ottobre 1964 al Columbia Recording Studio di Nashville, Tennessee

Lato B
1. I Don't Believe I'll Fall in Love Today – 2:25 (Harlan Howard) – Registrato il 14 ottobre 1964 al Columbia Recording Studio di Nashville, Tennessee
2. Half a Mind – 2:30 (Roger Miller) – Registrato il 13 ottobre 1964 al Columbia Recording Studio di Nashville, Tennessee
3. Oh, Lonesome Me – 2:45 (Don Gibson) – Registrato il 13 ottobre 1964 al Columbia Recording Studio di Nashville, Tennessee
4. A Boy Like You – 2:19 (Thomas P. Glaser) – Registrato il 13 ottobre 1964 al Columbia Recording Studio di Nashville, Tennessee
5. When Dreams Go Out of Style – 2:23 (Margie Bowes) – Registrato il 15 ottobre 1964 al Columbia Recording Studio di Nashville, Tennessee
6. A Wound Time Can't Erase – 2:36 (Bill D. Johnson) – Registrato il 13 ottobre 1964 al Columbia Recording Studio di Nashville, Tennessee

## Musicisti
Happy Birthday / When Lonely Hits Your Heart / I Don't Believe I'll Fall in Love Today
- Loretta Lynn - voce
- Harold Morrison - chitarra
- Wayne Moss - chitarra
- Don Helms - chitarra steel
- Floyd Cramer - pianoforte
- Harold Bradley - basso elettrico
- Junior Huskey - contrabbasso
- Buddy Harman - batteria
- The Jordanaires (gruppo vocale) - cori
- Owen Bradley - produttore

You've Made Me What I Am
- Loretta Lynn - voce
- Harold Bradley - chitarra elettrica
- Grady Martin - chitarra elettrica
- Jerry Kennedy - chitarra
- Don Helms - chitarra steel
- Floyd Cramer - pianoforte
- Bob Moore - contrabbasso
- Buddy Harman - batteria
- The Jordanaires (gruppo vocale) - cori
- Owen Bradley - produttore

Once a Day / You're the Only Good Thing (That's Happened to Me) / Half a Mind / Oh, Lonesome Me / A Boy Like You / A Wound Time Can't Erase
- Loretta Lynn - voce
- (probabile) Harold Morrison - chitarra
- (probabile) Wayne Moss - chitarra
- (probabile) Don Helms - chitarra steel
- (probabile) Harold Bradley - chitarra elettrica
- (probabile) Floyd Cramer - pianoforte
- Junior Huskey - contrabbasso
- (probabile) Buddy Harman - batteria
- (probabile) The Jordanaires (gruppo vocale) - cori
- Owen Bradley - produttore

It Just Looks That Way / When Dreams Go Out of Style
- Loretta Lynn - voce
- Pete Wade - chitarra
- Wayne Moss - chitarra
- Don Helms - chitarra steel
- Floyd Cramer - pianoforte
- Harold Bradley - basso elettrico
- Junior Huskey - contrabbasso
- Buddy Harman - batteria
- The Jordanaires (gruppo vocale) - cori
- Owen Bradley - produttore[3]

Note aggiuntive
- Hal Buksbaum - fotografia copertina album originale[4]

## Classifica
Album
| Anno | Classifica         | Posizione raggiunta |
| ---- | ------------------ | ------------------- |
| 1965 | Top Country Albums | 8                   |